# Sanvignes-les-Mines
Sanvignes-les-Mines è un comune francese di 4 448 abitanti situato nel dipartimento della Saona e Loira nella regione della Borgogna-Franca Contea.

## Società

### Evoluzione demografica
Abitanti censiti